# Comarca Minera
La Comarca Minera és una de les deu regions geogràfiques i culturals de l'estat d'Hidalgo, a Mèxic. La zona es diu així per que és una zona rica en jaciments de metalls. Els més abundants són: el plom, l'or i la plata. La principal ciutat d'aquesta zona és Pachuca de Soto.
Està integrada pels municipis d'Atotonilco el Grande, Epazoyucan, Huasca de Ocampo, Mineral del Chico, Mineral del Monte, Omitlán de Juárez, Pachuca de Soto, i Mineral de la Reforma.

## Geografia
Aquesta regió es troba al centre de l'Estat d'Hidalgo. La Comarca Minera pròpiament dita abasta més que la superfície de la Sierra de Pachuca. Es perllonga cap al nord, en aquesta llarga plana on es troba el municipi de Huasca, ja que aquí hi havia algunes de les hisendes en què es processava el metall provinent de l'antic Real del Monte.
Després s'introdueix cap a l'est, per darrere de les muntanyes que arriben a Actopan, a la zona que ocupen les mines el Chico, Santa Rosa, Capula i Plomosas. I cap a la part sud inclou els vessants que baixen al Mineral de la Reforma i a la Ciutat de Pachuca, quedant aquesta última com a límit entre la Comarca i la Conca de Mèxic.
La regió és la més abundant de l'estat en penyals. Els més coneguts: la Peña del Zumate a Omitlán, les Peñas Cargadas al Municipi de Real del Monte, la Peña del Conejo a San Jerónimo, i les famoses Peñas del Cuervo, las Monjas i las Ventanas a el Chico. Igualment cal cridar l'atenció sobre els cims volcànics dels turons de la Corona, el Jacal i el Horcón, tots tres en jurisdicció de Huasca i tots aixecant els seus cims a més de 3100 metres sobre el nivell del mar.

## Paisatge

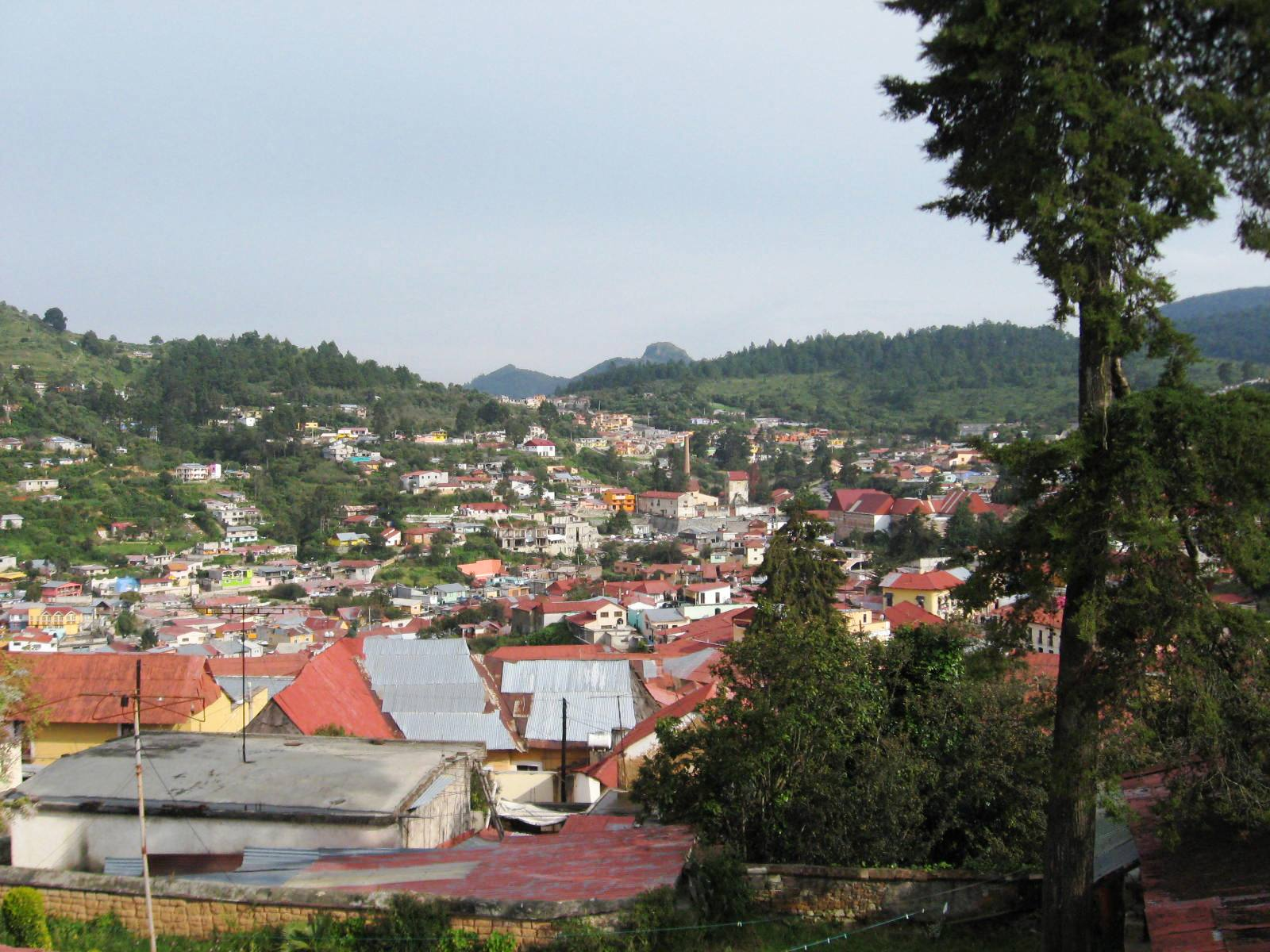
Vista de Real del Monte.
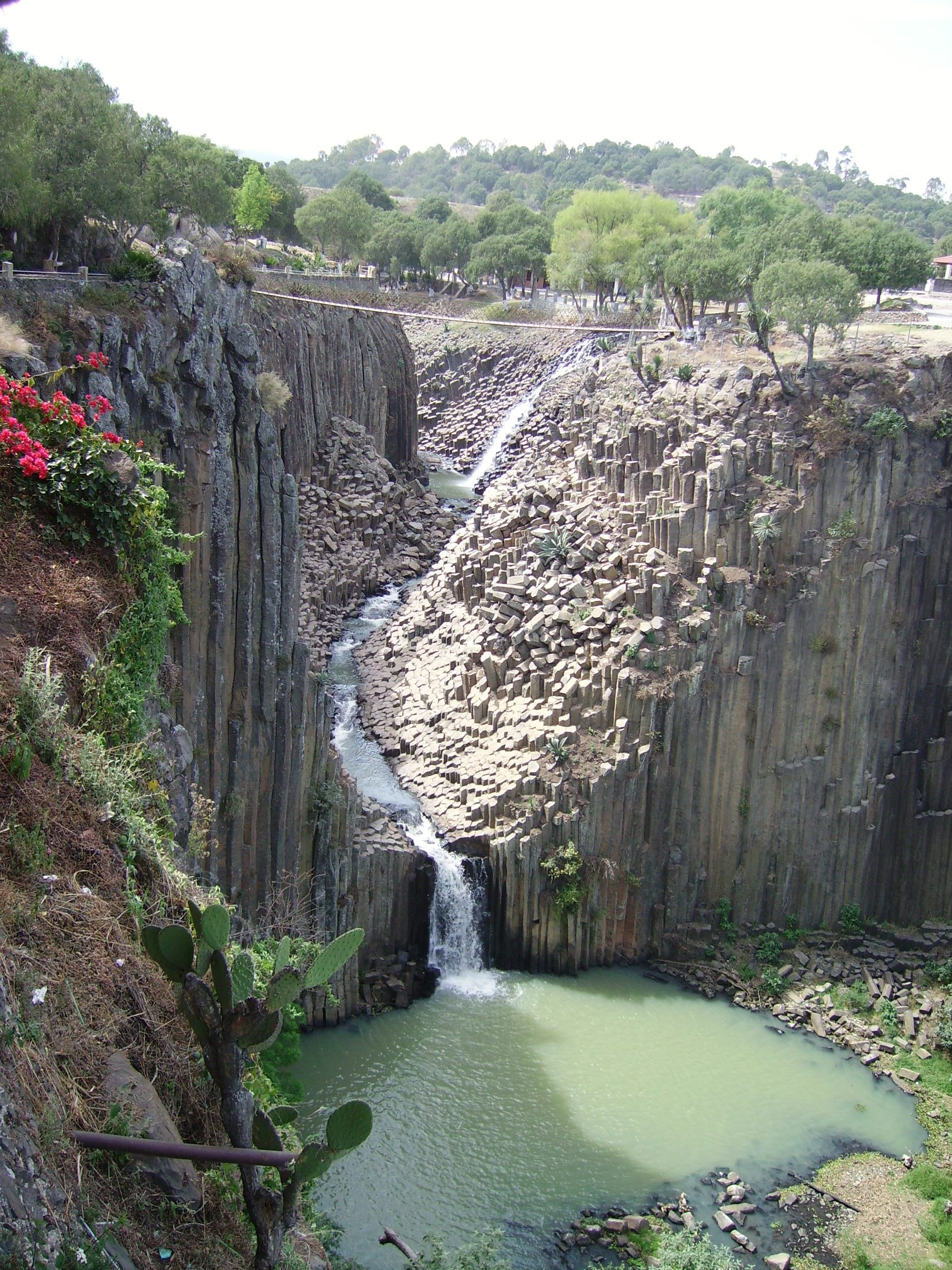
Prismes basàltics de Santa María Regla.
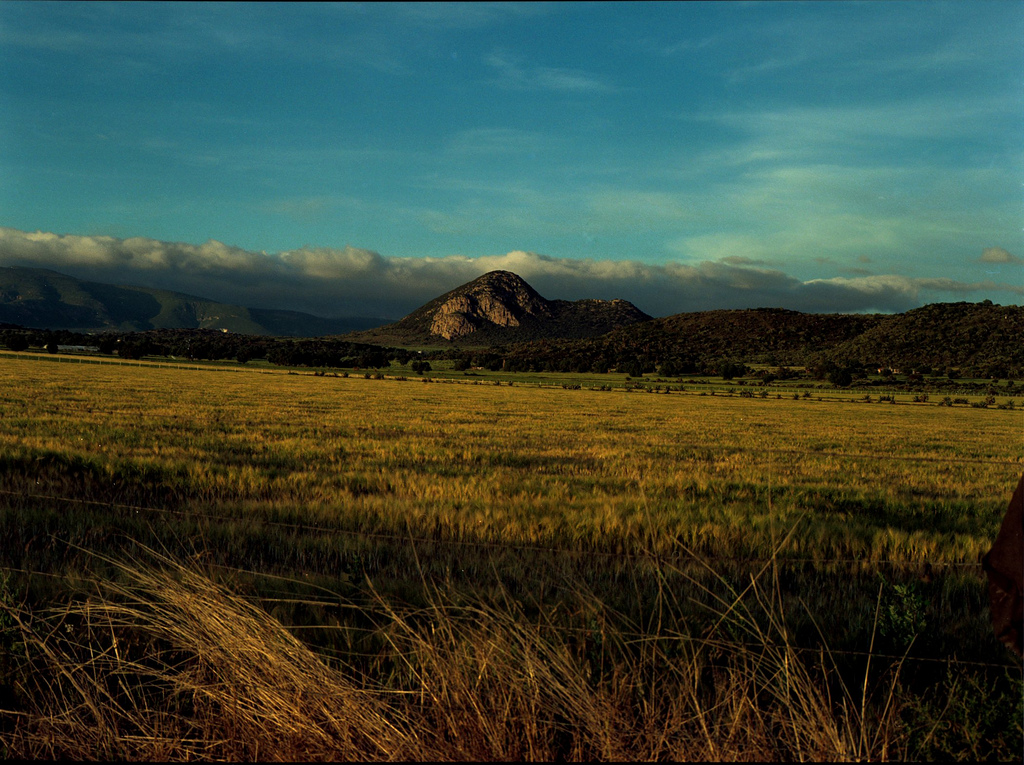
Un camp de civada a la vora de la Vall de Pachuca, a Mineral de la Reforma.
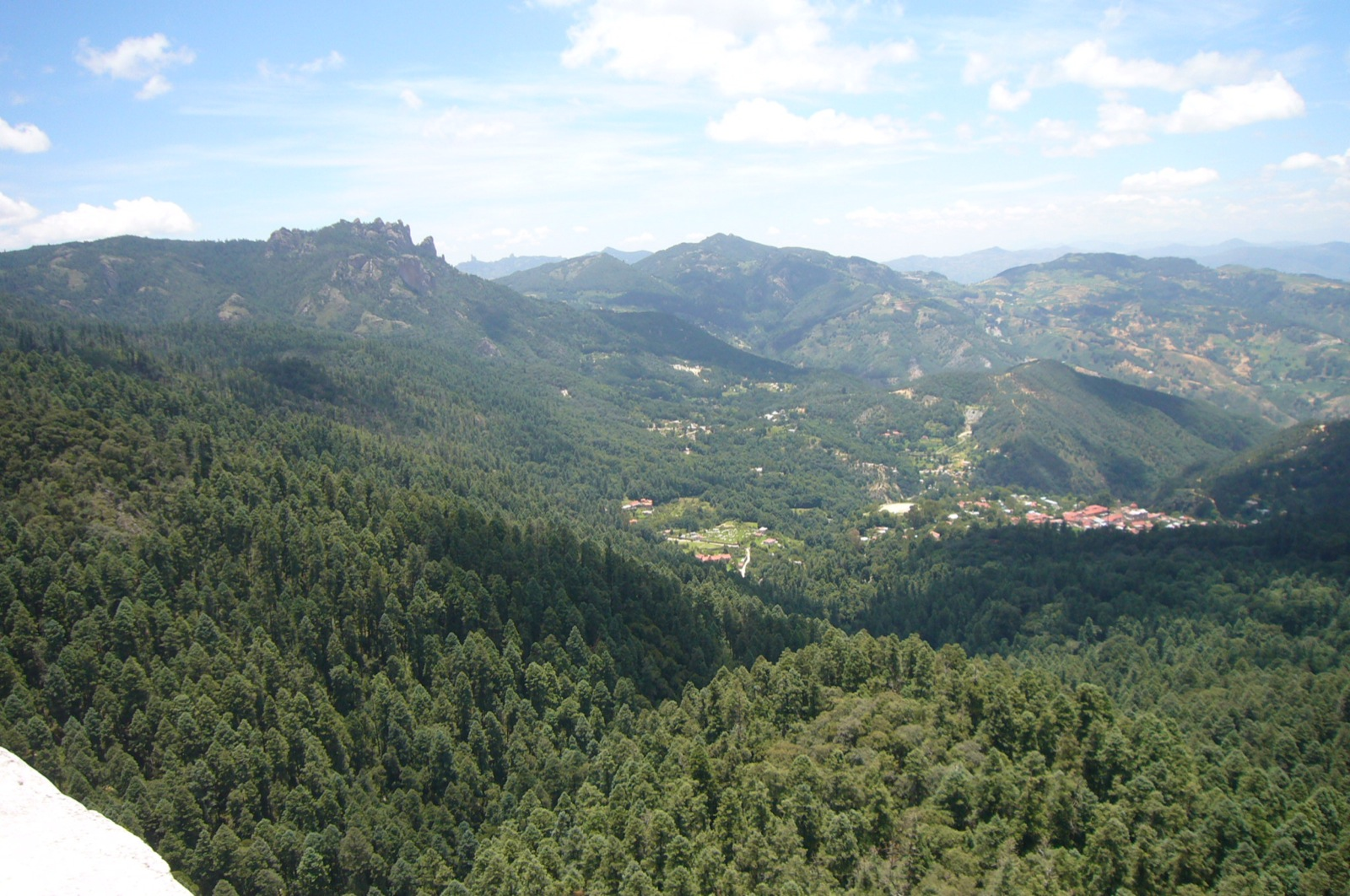
Vista del la Sierra de Pachuca.
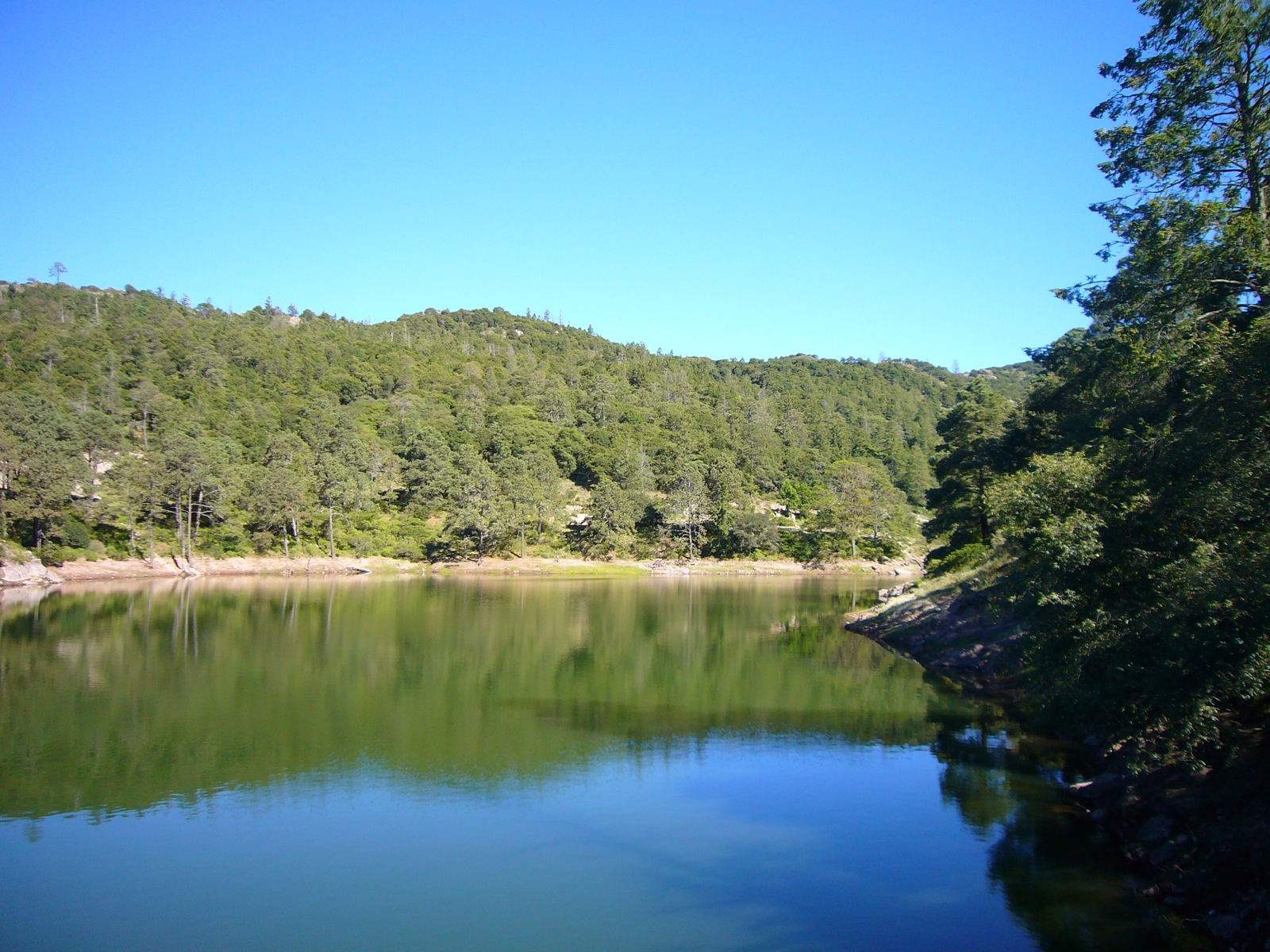
Presa el Cedral al Parc Nacional El Chico.